# Mydaea orthonevra
Mydaea orthonevra este o specie de muște din genul Mydaea, familia Muscidae. A fost descrisă pentru prima dată de Macquart în anul 1835. Conform Catalogue of Life specia Mydaea orthonevra nu are subspecii cunoscute.